# CPU-Z
CPU-Z — це безкоштовна прикладна програма для відображення технічної інформації про деякі вузли персонального комп'ютера, що працює під ОС Microsoft Windows усіх версій, починаючи з Windows 95 і до Windows 10. Програма визначає технічні характеристики центрального процесора, материнської плати і оперативної пам'яті.

## Можливості програми
Програма дозволяє отримувати такі відомості
Параметри процесора та кеш-пам'яті
Назва процесора, архітектура, сокет, техпроцес, напруга живлення ядра, сімейство, степпінг і ревізія, підтримувані набори інструкцій, тактова частота, множник процесора, об'єм кешу всіх рівнів, фізична організація кешу, кількість процесорів і процесорних ядер.
Параметри материнської плати
Виробник, модель, чипсет і його ревізія, південний міст, версія BIOS, графічний інтерфейс і кількість ліній (для PCI-Express).
Параметри оперативної пам'яті
Тип, обсяг, тактова частота і таймінги, кількість каналів пам'яті. Повна інформація міститься в SPD
Параметри відеокарти
Назва відеокарти, степпінг і ревізія, техпроцес, тип, об'єм відеопам'яті, частоти відеочипа, відеопам'яті, шейдерного домену.
Крім того програма дозволяє створювати докладні звіти у форматах .txt і .html, а також проводити так звану валідацію (англ. Validation): викладати інформацію про систему (у форматі .cvf) на спеціальний сайт CPU-Z Validator містить базу даних про тактових частотах компонентів і іншу інформацію. На сайті також присутній «Зал Слави» (англ. Hall of Fame).